# جريك هولديم
جريك هولديم (بالإنجليزية: Greek hold 'em)‏ هي لعبة بوكر جماعية لبطاقات البوكر من تيكساس هولديم والتي تحولت إلى تطور أوماها هولديم. تجمع جريك هولديم بين قواعد تيكساس هولديم واليوم الحالي أوماها هولديم. في كتاب لاعب البوكر المحترف، تمت الإشارة إلى هذا الإصدار من البوكر على أنه عقد محكم.

## قواعد اللعب
تتبع جريك هولديم نفس قواعد أوماها هولديم، باستثناء أنه يتم توزيع ورقتين فقط على كل لاعب، كما هو الحال في تيكساس هولديم. في جريك هولديم، يجب على كل لاعب استخدام كلتا الورقتين المقلوبتين إلى جانب 3 من إجمالي بطاقات المجتمع المتاحة لعمل أقوى توزيع ورق من خمس أوراق، على عكس تيكساس هولديم حيث يمكن لكل لاعب لعب أفضل توزيع ورق من خمس بطاقات من أي مجموعة من سبع بطاقات متاحة لهم.

## القصة
تسمى جريك هولديم لعبة انتقالية بين تكساس وأوماها هولديم. لعبت اللعبة بشكل شائع خلال الستينيات في موفسيس بالنادي اليوناني. البديل الآخر هو (Spit in the Ocean)، وكلاهما يعتبر اختلافات مبكرة من أوماها. في أواخر السبعينيات، قدم روبرت تورنر إلى بيل بويد مدير غولدن ناكيت في ذلك الوقت. بحلول عام 1982، قرر الاثنان الحصول على أربع أوراق مقلوبة بدلاً من ورقتين.